# Мерида (футбольний клуб, 2013)
«Мерида» (ісп. Mérida AD) — іспанський футбольний клуб з однойменного міста, заснований 2013 року. Домашні матчі проводить на арені «Естадіо Романо», що вміщає 14 600 глядачів. Фактично є правонаступником клубу «Мерида УД», що припинив своє існування в 2013 році через фінансові труднощі.

## Історія
Клуб було засновано 2013 року на базі розформованої через фінансові причини «Мериди УД», зайнявши її місце у Терсері, четвертому дивізіоні країни.
2015 року команда стала першою і вперше в історії вийшла до Сегунди Б, третього дивізіону країни, де грала до 2018 року.

## Досягнення
Терсера
- Переможець (2): 2014/15, 2018/19